# Шапел О Но
Шапел О Но (фр. Chapelle-aux-Naux) насеље је и општина у централној Француској у региону Центар (регион), у департману Ендр и Лоара која припада префектури Шенон.
По подацима из 2011. године у општини је живело 564 становника, а густина насељености је износила 107,43 становника/km². Општина се простире на површини од 5,25 km². Налази се на средњој надморској висини од метара (максималној 41 m, а минималној 36 m).

## Демографија
| 1962. | 1968. | 1975. | 1982. | 1990. | 1999. | 2011. |
| ----- | ----- | ----- | ----- | ----- | ----- | ----- |
| 460   | 428   | 421   | 402   | 458   | 496   | 564   |

График промене броја становника у току последњих година